# Bomber (film 1941)
Bomber – amerykański film dokumentalny z 1941.

## Opis fabuły
Dokument przedstawia proces powstawania bombowca średniej wielkości, budowanego dla Korpusu Powietrznego Armii Stanów Zjednoczonych.

## Nagrody i nominacje
| Nazwa nagrody | Wygrane            | Nominacje |
| ------------- | ------------------ | --- |
| Oscar         | 1942 bez rezultatu | 1942 Najlepszy krótkometrażowy film dokumentalny wyprodukowany przez U.S. Office for Emergency Management Film Unit |